# Węgrów
Węgrów ist die Kreisstadt des Powiats Węgrowski in der polnischen Woiwodschaft Masowien. Auf einer Fläche von 35,5 km² leben 12.600 Einwohner. Die Stadt liegt an der Liwiec, einem 142 km langen Nebenfluss des Bug.

## Geschichte
Der Ort wurde 1414 erstmals erwähnt und erhielt 1441 das Stadtrecht nach Magdeburger Recht.
Seit 1558 wurde es ein Zentrum der calvinistischen Protestanten. 1565 gründete sich auch eine Gemeinde der Sozinianer (Polnische Brüder), die 1593 aber wieder den Ort verlassen musste. Im 16. Jahrhundert wurden auch erstmals jüdische Bewohner in Węgrów erwähnt.
Seit 1650 gab es dazu eine evangelisch-lutherische Gemeinde, die hier ihr Zentrum in Masowien bildete als Ausweichort vom benachbarten Warschau.
Seit 1664 gehörte Węgrów dem Magnaten Jan Kazimierz Krasiński, der ein überzeugter Katholik war. 1675 gründete er ein Kloster der reformierten Franziskaner. 1686 wurde die evangelische Kirche in Brand gesetzt und der Wiederaufbau verboten. Es folgten weitere Repressionen.
Nach der Dritten Teilung Polens kam Węgrów 1795 zunächst an Österreich, seit 1809 zum Herzogtum Warschau und seit 1815 zu Kongresspolen unter russischer Hoheit.
Im 19. Jahrhundert waren 62 % der Einwohner jüdisch.

## Persönlichkeiten
- Petrus Gonesius (1525–1573), Theologe und führender Vertreter der Sozinianer (Polnische Brüder)
- Anna Radziwiłłowna (-1600), Besitzerin seit 1558, unterstützte Calvinisten und Polnische Brüder
- Jan Kazimierz Krasiński (1609–1669), Besitzer von Węgrów seit 1664, gründete Franziskaner-Kloster
- Martin Oloff (1652–1715), lutherischer Prediger in Węgrów 1677–90
- Johann Friedrich Bachstrom (1686–1742), lutherischer Prediger in Węgrów 1720–24
- Stanislaw Wikentjewitsch Kossior (1889–1939), Erster Sekretär der KP der Ukraine, Mitverantwortlicher des Holodomor